# 1451
Пізнє Середньовіччя •  Відродження  •  Реконкіста •  Ганза •  Столітня війна  •  Ацтецький потрійний союз  •  Імперія інків

## Геополітична ситуація
Османську державу очолює Мехмед II Фатіх (до 1481). Імператором Візантії є Костянтин XI Драгаш (до 1453), королем Німеччини — Фрідріх III. У Франції королює Карл VII Звитяжний (до 1461).
Апеннінський півострів розділений: північ належить Священній Римській імперії,  середню частину займає Папська область,  південь належить Неаполітанському королівству. Деякі міста півночі: Венеція, Флоренція, Генуя тощо, мають статус міст-республік. 
Майже весь Піренейський півострів займають християнські Кастилія і Леон, де править Хуан II (до 1454), Арагонське королівство на чолі з Альфонсо V Великодушним (до 1458)  та Португалія, де королює Афонсо V (до 1481). Під владою маврів залишилися тільки землі на самому півдні. 
Генріх VI є  королем Англії (до 1461), королем Данії та Норвегії — Кристіан I (до 1481),  Швеції — Карл VIII Кнутсон (до 1457). Королем Угорщини та Богемії є Ладіслав Постум. У Польщі королює, а у Великому князівстві Литовському княжить Казимир IV Ягеллончик (до 1492).
Частина руських земель перебуває під владою Золотої Орди. Галичина входить до складу Польщі. Волинь належить Великому князівству Литовському.  Московське князівство очолює Василь II Темний. 
На заході євразійських степів від Золотої Орди відокремилися Казанське ханство, Кримське ханство, Ногайська орда. У  Єгипті панують мамлюки, а  Мариніди — у Магрибі. У Китаї править  династія Мін. Значними державами Індостану є Делійський султанат, Бахмані, Віджаянагара. В Японії триває період Муроматі.
У Долині Мехіко править Ацтецький потрійний союз на чолі з Монтесумою I (до 1469). Цивілізація мая переживає посткласичний період.  В Імперії інків править Панчакутек Юпанкі.

## Події
- Французькі війська на чолі з графом Дюнуа вторглися в Гієнь і захопили Бордо та Байонну, останні англійські володіння в провінції.
- У Генті спалахнуло повстання проти бургундців.
- Молдавським господарем став Петро Арон, перемігши й убивши Богдана II.
- Підписано перемир'я на три роки між турками й угорцями.
- Засновано Університет Глазго.
- Мехмед II Фатіх повторно став турецьким султаном після смерті свого батька Мурада II.
- У Делійському султанаті відбулася зміна династій. До влади прийшов Бахлул Хан Лоді з династії Лоді.

## Народились
- Франкіно Ґафурі — італійський теоретик музики і композитор.
- Ізабелла I Кастильська — королева Кастилії